# Pinnularia
Pinnularia is een geslacht van diatomeeën (Bacillariophyta) dat behoort tot de familie Pinnulariaceae. Het geslacht heeft ongeveer 200 soorten en wordt gevonden in zoet- en zeewater. Ze zijn meestal te vinden in vijvers en vochtige grond. Ze zijn ook te vinden in bronnen, estuaria, sedimenten en oceanen. Leden van dit geslacht worden meestal gevonden in 40 cm water bij 5 ° C.  

## Kenmerken
Het zijn langwerpige elliptische eencellige organismen. Hun exoskelet is voornamelijk samengesteld uit pectinestoffen op een stijf silicaraamwerk. De wanden zijn samengesteld uit twee helften die thecae worden genoemd (of minder formeel, kleppen). Deze helften overlappen elkaar als een petrischaal en zijn deksel. De randen van de twee thecae zijn bedekt met een verbindende band die een cingulum wordt genoemd en worden allemaal samen een frustule genoemd. het oppervlakteaanzicht wordt klepaanzicht genoemd en bandaanzicht wordt gordelaanzicht genoemd. De buitenste grotere klep heet epitheca en de kleinere binnenste klep heet hypotheca. De cel is bedekt met een slijmerige laag.
Het cytoplasma is ongeveer in lagen gerangschikt die overeenkomen met de vorm van de celwanden. Een grote centrale vacuole is aanwezig met de kern in het midden opgehangen door een transversale cytoplasmatische brug. Twee chloroplasten zijn aanwezig langs de zijkanten van de cellen en bevatten chlorofyl a, c, beta-caroteen en fucoxanthine pigmenten. Een of twee pyrenoïden zijn meestal aanwezig in elke chloroplast, hoewel Pinnularia, zoals veel heterokont-algen, de neiging heeft om hun energie op te slaan als vet. Het cytoplasma bevat ook chrysolaminerine en wat volutine.

## Voortplanting

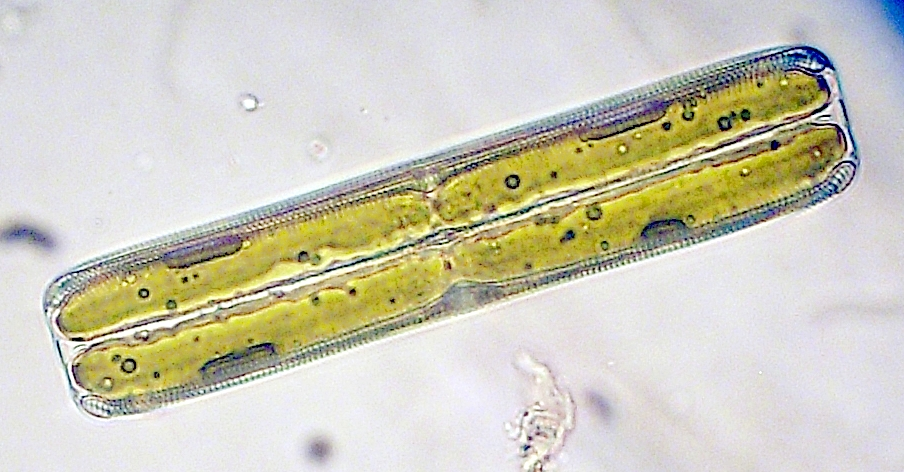
Pinnularia diatoom tijdens celdeling

Pinnularia kan zich, net als de meeste diatomeeën, voortplanten door eenvoudige celdeling. Nucleaire deling vindt plaats door mitose en de cel deelt zich in twee delen. Elke dochter ontvangt een van de thecae van de oudercel, die de epitheca van die cel wordt. De cel synthetiseert vervolgens een nieuwe hypotheca. Zo is één dochter even groot als de ouder en is één iets kleiner. Met volgende generaties wordt de gemiddelde celgrootte van een Pinnularia-populatie geleidelijk kleiner. Wanneer een minimale gemiddelde grootte is bereikt, vindt auxosporevorming plaats en seksuele reproductie herstelt de gemiddelde celgrootte van de populatie.